# Čikara Fudžimoto
Čikara Fudžimoto (* 31. říjen 1977) je bývalý japonský fotbalista.

## Klubová kariéra
Hrával za Avispa Fukuoka, Sanfrecce Hiroshima, Nagoya Grampus Eight, Vissel Kobe, Omiya Ardija, Roasso Kumamoto.

## Reprezentační kariéra
Čikara Fudžimoto odehrál za japonský národní tým v roce 2001 celkem 2 reprezentační utkání.

## Statistiky
| Japonsko | Japonsko | Japonsko |
| Roky     | Záp.     | Góly     |
| -------- | -------- | -------- |
| 2001     | 2        | 0        |
| Celkem   | 2        | 0        |